# Devario
Devario – rodzaj słodkowodnych ryb z rodziny karpiowatych (Cyprinidae).

## Klasyfikacja
Gatunki zaliczane do tego rodzaju:
- Devario acrostomus
- Devario acuticephala
- Devario aequipinnatus – danio malabarski[3]
- Devario affinis
- Devario annandalei
- Devario anomalus
- Devario apogon
- Devario apopyris
- Devario assamensis
- Devario auropurpureus
- Devario browni
- Devario chrysotaeniatus
- Devario devario – danio krępaczek[4]
- Devario fangfangae
- Devario fraseri
- Devario gibber
- Devario horai
- Devario interruptus
- Devario jayarami
- Devario kakhienensis
- Devario laoensis
- Devario leptos
- Devario maetaengensis
- Devario malabaricus – danio malabarski[4]
- Devario manipurensis
- Devario naganensis
- Devario neilgherriensis
- Devario ostreographus
- Devario pathirana
- Devario peninsulae
- Devario regina
- Devario shanensis
- Devario sondhii
- Devario spinosus
- Devario strigillifer
- Devario suvatti
- Devario xyrops
- Devario yuensis

Gatunkiem typowym jest Cyprinus devario (D. devario).
W polskojęzycznej literaturze akwarystycznej dwa gatunki opisywane były pod taką samą nazwą zwyczajową.

## Galeria

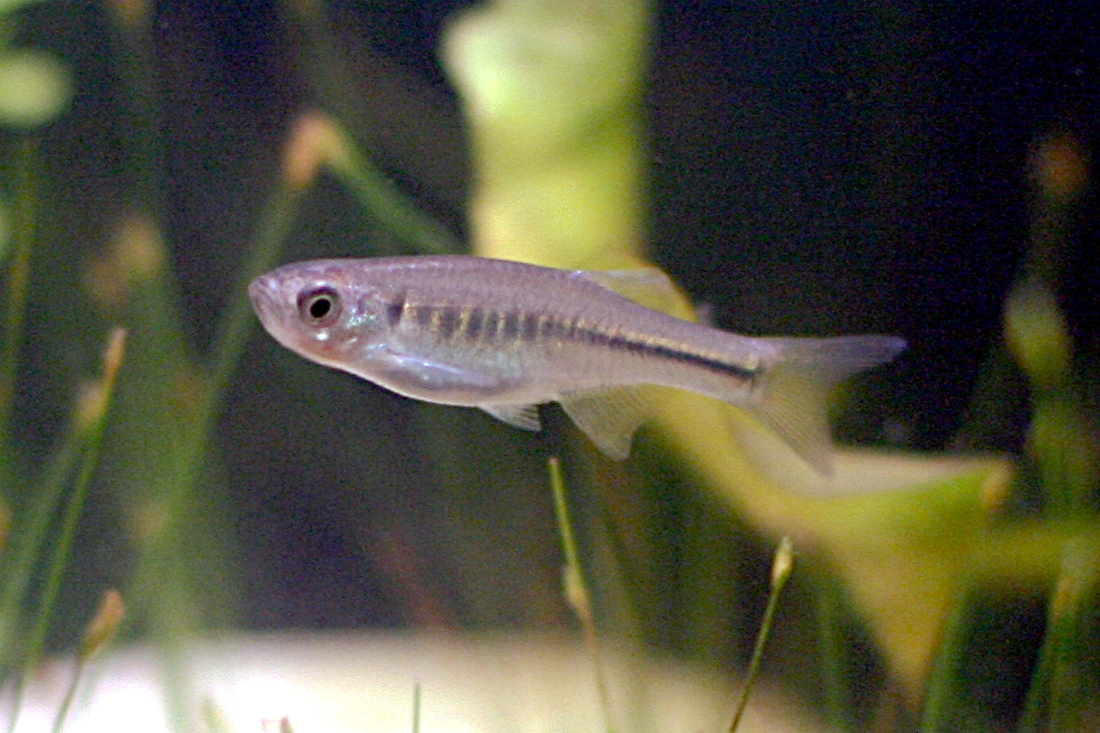
Devario maetaengensis
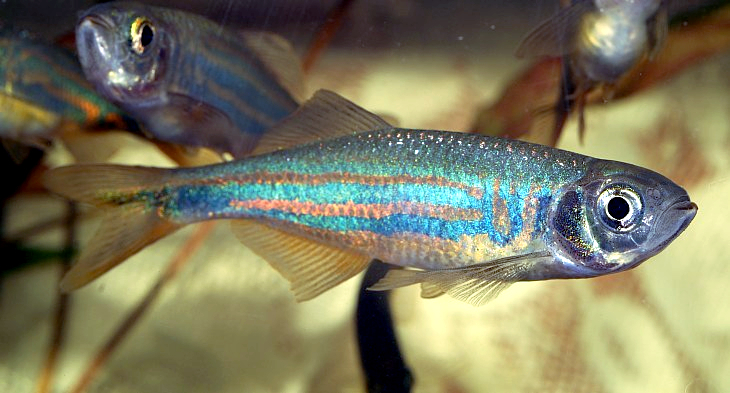
Devario malabaricus